# Claus Nielsen
Claus Illemann Nielsen (Kalundborg, 13 januari 1964) is een voormalig Deens profvoetballer. De aanvaller speelde voor achtereenvolgens Kalundborg, Brøndby IF, Panathinaikos, FC Twente en Brøndby IF. Hij kwam veertien maal uit voor het Deense nationale elftal.

## Carrière
Nielsen speelde in Denemarken voor achtereenvolgens Kalundborg en Brøndby IF. Op 29 oktober 1986 maakte hij in een interland tegen Finland zijn debuut voor het nationale team van Denemarken. Tussen 1986 en 1991 zou hij in veertien interlands zeven keer scoren. Eerder was hij al uitgekomen voor Jong Denemarken.
In 1987 verkaste Nielsen naar het Griekse Panathinaikos. In zijn tweede jaar speelde hij echter steeds minder en moest hij vaker op de bank plaatsnemen. In de zomer van 1989 tekende hij bij het Nederlandse FC Twente, waar hij de vertrokken spits Piet Keur moet doen vergeten. In twee seizoenen speelt hij 45 competitiewedstrijden en wordt hij tweemaal clubtopscorer, met respectievelijk veertien en zestien doelpunten. Na zijn tweede seizoen, waarin hij door een langdurige blessure slechts vijftien maal speelde, besloot hij wegens heimwee met zijn vrouw en kind terug te keren naar Denemarken, waar hij opnieuw onder contract kwam te staan bij Brøndby IF. Zijn laatste wedstrijd voor FC Twente was de gedenkwaardige 6-6 tegen RKC, waarin hij twee doelpunten maakte.
Een jaar later moest Nielsen op 28-jarige leeftijd noodgedwongen zijn profloopbaan beëindigen, nadat hij zwaar geblesseerd raakte en werd afgekeurd voor het betaald voetbal. Hij werd later eigenaar van een supermarktketen in zijn geboorteplaats Kalundborg.

## Erelijst
Brøndby IF
- Superligaen

1985, 1987, 1988
- Topscorer Superligaen

1986 (16 goals)
1987 (20 goals)